# 대한민국 민법 제187조
대한민국 민법 제187조는 등기를 요하지 아니하는 부동산물권취득에 대한 민법 물권법 조문이다.

## 조문
제187조(등기를 요하지 아니하는 부동산물권취득) 상속, 공용징수, 판결, 경매 기타 법률의 규정에 의한 부동산에 관한 물권의 취득은 등기를 요하지 아니한다. 그러나 등기를 하지 아니하면 이를 처분하지 못한다.

第187條(登記를 要하지 아니하는 不動産物權取得) 相續, 公用徵收, 判決, 競賣 其他 法律의 規定에 依한 不動産에 關한 物權의 取得은 登記를 要하지 아니한다. 그러나 登記를 하지 아니하면 이를 處分하지 못한다.

## 사례
- 상속은 민법 제187조에 따라 사망함과 동시에 발생하므로[1] 상속등기를 하지 않았다 하더라도 취득세 신고 납부를 사망이 속한 달의 말일로부터 6개월 이내 해야한다[2].

- 당초 甲이 토지, 건물의 소유권을 가지고 있다가, 건물소유권만이 乙에게 이전되어 관습법상 법정지상권이 성립된 후에 다시 그 건물 소유권이 매매로 丙에게 이전되었다면, 비록 乙은 별도의 등기 없이 관습법상 법정지상권을 취득할 수는 있지만(민법 187조 전문), 丙은 등기없이 법정지상권취득을 할 수 없다(민법187조 후문)[3].

## 판례

### 등기없는 처분행위의 효력
- 민법 제187조 단서는 당연한 원칙을 선언한 것에 불과하고, 따라서 부동산물권을 등기 없이 취득한 자가 자기 명의의 등기 없이 이를 처분한 경우 그 처분의 상대방은 부동산물권을 취득하지 못한다는 것일 뿐, 그 처분행위의 채권적 효력까지 부인할 수는 없다[4]

### 유증에 의한 소유권 취득
- 포괄적 유증을 받은 자는 민법 제187조에 의하여 법률상 당연히 유증받은 부동산의 소유권을 취득하게 되나, 특정유증을 받은 자는 유증의무자에게 유증을 이행할 것을 청구할 수 있는 채권을 취득할 뿐이므로, 특정유증을 받은 자는 유증받은 부동산의 소유권자가 아니어서 직접 진정한 등기명의의 회복을 원인으로 한 소유권이전등기를 구할 수 없다.[5]

- 공동상속한 부동산에 대하여 공동상속인의 한사람이 불법으로 그 단독명의로 소유권이전등기를 경료한 경우 그 부동산에 대한 다른 상속인들의 각 상속분에 관한 위 등기는 그 원인을 흠결한 무효의 등기임이 명백하다 할 것이나 위의 등기를 경료한 상속인 자신의 상속분에 관한 위 등기는 그것이 불법한 방법으로 경료된 것이라 하여도 이를 무효의 등기라고는 할 수 없다.[6]

### 수용 전 설정된 다른 권리의 소멸 및 완전한 물권취득
- 토지수용법 제67조 제1항에 의하면, 기업자는 토지를 수용한 날에 그 소유권을 취득하며 그 토지에 관한 다른 권리는 소멸하는 것인바, 수용되는 토지에 대하여 가압류가 집행되어 있어도 토지의 수용으로 기업자가 그 소유권을 원시취득함으로써 가압류의 효력은 소멸되는 것이고, 토지에 대한 가압류가 그 수용 보상금 청구권에 당연히 전이되어 그 효력이 미치게 된다고는 볼 수 없다.[7]

- 토지수용의 경우 기업자가 과실 없이 진정한 토지소유자를 알지 못하여 등기부상 소유명의자를 토지소유자로 보고 그를 피수용자로 하여 매수협의에 따른 수용절차를 마쳤다면, 그 수용의 효과를 부인할 수 없게 되어 수용목적물의 소유자가 누구임을 막론하고 이미 가지고 있던 소유권은 소멸함과 동시에 기업자가 완전하고 확실하게 그 권리를 취득하게 된다.[8]

### 완전한 물권 취득
- 귀속재산처리법에 의한 관재기관의 매각행위는 행정처분으로서 같은 법 22조의 규정취지에 비추어 매수자가 그 매수대금을 완납하면 그 소유권은 등기를 필요로 하지 아니하고 자동적으로 매수자에게 이전된다[9]

### 등기 없는 물권 유효
- 민법 시행 전에 공용징수에 의하여 취득한 소유권은 등기를 하지 아니하였어도 민법 시행 후에도 그 효력을 보유하고, 이로써 제3자에 대하여 소유권자로서의 권리를 주장할 수 있다[10]

## 참고 문헌
- 오현수, 일본민법, 진원사, 2014. ISBN 978-89-6346-345-2
- 오세경, 대법전, 법전출판사, 2014 ISBN 978-89-262-1027-7
- 이준현, LOGOS 민법 조문판례집, 미래가치, 2015. ISBN 979-1-155-02086-9

## 같이 보기
- 등기